# VfB Grünhain-Beierfeld
Der VfB Grünhain-Beierfeld ist ein deutscher Fußballverein mit Sitz in der sächsischen Stadt Grünhain-Beierfeld im Erzgebirgskreis, welcher im April 2012 durch Fusion des Grünhainer SV und des SV Beierfeld entstand.

## Vorgängervereine

### Grünhainer SV
Unter dem damaligen Namen BC Olympia Grünhain stieg die Mannschaft erstmals zur Saison 1914/15 in das Gau Erzgebirge in die Westkreis Staffel innerhalb der Mitteldeutschen Fußballmeisterschaft im VBMV auf. Bereits nach zwei Saisons wurde der Spielbetrieb in dieser Klasse aber aufgrund des Ersten Weltkriegs eingestellt.
Nach dem Ende des Kriegs war das Gau dann eine ganze Zeit lang zweitklassig bis zur Saison 1923/24 die Spielklasse wieder erstklassig wurde. Am Ende dieser Saison landete der Verein dann mit 5:13 Punkten auf dem sechsten Platz. In den darauf folgenden Saisons platzierte sich der Verein dann stets im Mittelfeld und konnte sich immer vor dem Abstieg retten. Nach der Saison 1927/28 gelang dann sogar der erste Platz in der mittlerweile eingleisigen Liga, womit sich die Mannschaft für die Endrunde um die Mitteldeutsche Meisterschaft qualifizierte. Davor musste sich der Verein jedoch noch in einem Entscheidungsspiel um den ersten Platz dem FC Viktoria Lauter stellen, welches dann mit 3:4 gewonnen werden konnte. In der Endrunde scheiterte die Mannschaft dann allerdings bereits in der 1. Vorrunde mit 9:2 beim Chemnitzer BC. Nach weiteren Positionierungen auf den hinteren Plätzen stieg die Mannschaft dann schließlich nach der Saison 1929/30 mit 6:22 Punkte über den letzten Platz ab. Zur Saison 1932/33 stieg die Mannschaft dann noch einmal in die Gauliga auf, dort platzierte sich die Mannschaft dann aber auch wieder mit 2:26 Punkten auf dem letzten Platz der Gruppe. Zur nächsten Saison wurde die Mannschaft dann nicht mehr in eine erstklassige Gauliga eingegliedert.

### SV Beierfeld

#### Gründung und Zwischenkriegszeit
Der Verein wurde im Mai 1911 gegründet. Zur Saison 1914/15 stieg die Mannschaft in das Gau Erzgebirge in die Westkreis Staffel innerhalb der Mitteldeutschen Fußballmeisterschaft im VBMV auf. Zu dieser Zeit trug der Verein den Namen FC Sturm Beierfeld. Aufgrund des Ausbruchs des Ersten Weltkriegs kam es in dieser Saison jedoch nur zu einem einzigen Spiel für den Verein. Ab 1921 firmierte der Verein dann aufgrund der dazugekommenen Leichtathletik-Abteilung als SV Sturm Beierfeld. Nachdem die Spielklasse dann erst wieder zur Saison 1923/24 erstklassig wurde, konnte der Verein die Saison auf dem dritten Platz mit 11:7 Punkten abschließen. Nach der Saison 1932/33 gelang dann schließlich noch als Zweitplatzierter bedingt durch den 2:3-Sieg im Entscheidungsspiel gegen den Erstplatzierten SC Waldhaus Lauter und dem 9:12-Sieg im Gau-Finale über den DSC Weipert die Qualifikation für die Endrunde um die Mitteldeutsche Meisterschaft. Bereits in der 1. Runde war dann nach einem 8:0 beim VfB Glauchau aber schon Schluss. Nach der Machtergreifung der Nationalsozialisten wurde der Verein dann zur nächsten Saison nicht in eine der erstklassigen Gauligen aufgenommen.
Zur Saison 1936/37 stieg die Mannschaft dann in die zweitklassige Fußball-Bezirksklasse Plauen-Zwickau auf. Nach dem Ausbruch des Zweiten Weltkriegs kam der Spielbetrieb dann aber erst einmal zum Erliegen.

#### Nachkriegszeit
Nach dem Krieg schloss sich der Verein dann dem SV Wismut an. Erst 1957 gelang dann wieder ein Kreismeistertitel und der Aufstieg in die Bezirksliga. 1974 folgte dann der Abstieg der 1. Mannschaft in die 2. Kreisklasse, erst 1979 gelang dann wieder der Aufstieg. Diese Klasse konnte dann aber auch nur noch für zwei weitere Spielzeiten gehalten werden.

#### Zeit
Nach der deutschen Einheit folgten durch den Wegfall des früheren Trägerbetriebs Meßgeräte Beierfeld einige Jahre lang finanzielle Schwierigkeiten, trotzdem konnte stets der Spielbetrieb aufrechterhalten werden. Nach der Saison 2000/01 gelang dann der ersten Mannschaft auch wieder der Aufstieg in die Kreisliga.

## Geschichte
Nach dem schon im Jahr 2005 erfolgten Zusammenschluss der Gemeinden Grünhain und Beierfeld, folgte am 17. April 2012 dann auch die Fusion des Grünhainer SV und des SV Beierfeld. Der Vereinssitz des neuen Vereins befindet sich dabei im Stadtteil Beierfeld. In der Saison 2012/13 trat der zusammengeschlossene Verein dann erstmals in der Kreisliga Mitte – Erzgebirge an. Die Spielzeit konnte dann mit 31 Punkten auf dem 10. Platz abgeschlossen werden. Zur nächsten Saison wechselte der Verein dann in die Kreisliga West und schloss dort mit 23 Punkten auf dem 13. Platz die Saison ab. Damit konnte man aufgrund des besseren Torverhältnis auf den Tabellenletzten SV Lindenau mit ebenfalls 23 Punkte, den Abstieg nur knapp verhindern. Nach der Saison 2014/15 gelang dann erneut knapp mit 31 Punkten der Klassenerhalt. Bedingt durch die vier Abstiegsplätze in der nur 14 Mannschaften umfassenden Liga, entsprach dies dem ersten Nichtabstiegsplatz. In den darauffolgenden Spielzeiten gelangen dann wieder höhere Platzierungen in der Spielklasse. In dieser Liga spielt der Verein auch noch bis heute.